# Walentina Brumberg
Walentina Siemionowna Brumberg (ros. Валентина Семёновна Брумберг; ur. 21 lipca?/2 sierpnia 1899 w Moskwie, zm. 28 listopada 1975 tamże) – radziecka animatorka, reżyserka i scenarzystka filmów animowanych. Starsza siostra Zinaidy Brumberg. Przez wiele lat pracowały razem w tworzeniu filmów rysunkowych, z których wiele stało się klasyką radzieckiej animacji. Zasłużony Działacz Sztuk RFSRR (1968). Siostry Brumberg są pionierkami radzieckiego filmu rysunkowego.

## Życiorys
W 1925 roku ukończyła Wyższe Pracownie Artystyczno-Techniczne (Wchutiemas) z dyplomem artysty-malarza. W latach 1925–1930 pracowała z Jurijem Mierkułowem i Nikołajem Chodatajewem. W latach 1927–1932 współreżyseruje filmy rysunkowe razem z siostrą Zinaidą oraz rodzeństwem Nikołajem i Olgą Chodatajewymi, a w latach 1934–1935 współtworzy razem z Iwanem Iwanowem-Wano. Do 1928 roku pracowała w "Mieżrabpom-Ruś", w latach 1928–1933 w "Sowkino" ("Sojuzkino"), a w latach 1933-1936 w "Mieżrabpomfilm", od 1936 roku reżyser studia "Sojuzmultfilm". Była członkiem rady artystycznej  "Sojuzmultfilm". Tworzyła filmy rysunkowe przede wszystkim wspólnie z siostrą Zinaidą Brumberg.

## Filmografia

### Animator
- 1925: Chiny w ogniu[2]

### Reżyser
- 1928: Chłopiec samojedzki[2]
- 1937: Czerwony Kapturek
- 1937: Bajka o carze Durandaju[2]
- 1938: Iwan i Baba Jaga[2]
- 1938: Kot w butach[2]
- 1941: Żurnal Sojuzmultfilmu nr 2/1941
- 1943: Bajka o carze Sałtanie[2]
- 1944: Sindbad Żeglarz[2]
- 1945: Zaginione pismo[2]
- 1948: Niegrzeczny Fiedia[2]
- 1949: Czarodziejski dzwoneczek
- 1950: Dziewczynka z cyrku[2]
- 1951: Noc wigilijna[2]
- 1953: Podróż na księżyc[2]
- 1955: Wyspa omyłek[2]
- 1957: Spełnione życzenia[5]
- 1969: Kapryśna królewna

## Nagrody na festiwalach
- Kiedy spełniają się życzenia (Исполнение желаний) – III Międzynarodowy Festiwal Filmów Animowanych w Annecy (Francja) 1960 – dyplom.
- Dzień urodzin (День рождения) – II Międzynarodowy Festiwal Filmów Krótkometrażowych w Montevideo (Urugwaj), 1960 – wyróżnienie.